# Teoria de Broglie’a-Bohma
Teoria de Broglie-Bohma (także: teoria fali pilotującej, mechanika Bohma, interpretacja Bohma lub interpretacja przyczynowa) – interpretacja mechaniki kwantowej zakładająca, że:
1. stan układu fizycznego zależy od funkcji falowej, która jest określona w przestrzeni konfiguracyjnej układu oraz stanowi rozwiązanie równania Schrödingera,
2. układ znajduje się w każdej chwili w jednej z możliwych konfiguracji (którą stanowią pozycje wszystkich cząstek układu lub stany wszystkich pól fizycznych),
3. dynamikę układu zadaje tzw. równanie fali pilotującej, które określa wektor prędkości układu w danej chwili, dla zadanej konfiguracji; wektor ten zależy od funkcji falowej; dowodzi się, że tak zadana dynamika układu odtwarza efekty kwantowe.

## Ogólny opis założeń
Założenie o realności funkcji falowej, która kieruje ruchem klasycznie rozumianych cząstek, zostało przedstawione w 1927 roku przez Louisa de Broglie (1892–1987). Jeszcze w 1962 roku bronił on swojej koncepcji „fali pilotującej” (fr. onde-pilote, ang. pilot wave). Teoria ta została rozwinięta przez Davida Bohma (1917–1992), który nazywał tę falę „potencjałem kwantowym” lub „falą przewodnią” (ang. guide wave).
Drugie z założeń teorii de Broglie-Bohma nie występuje w kopenhaskiej interpretacji mechaniki kwantowej. Zakłada ona, że do momentu pomiaru istnieje tylko funkcja falowa, zaś układ fizyczny nie ma żadnego określonego stanu; dopiero w momencie wykonania pomiaru przez fizyka następuje „zaistnienie” układu w konkretnym stanie, odpowiadającym uzyskanemu wynikowi pomiaru. Takie założenie prowadzi jednak do logicznej sprzeczności, m.in. z powodu przypisania pomiarowi szczególnej roli wśród wszystkich procesów, jakie zachodzą w przyrodzie. Sprzeczność ta została dobitnie wyrażona przez samego Schrödingera w tzw. paradoksie kota Schrödingera.
Teoria de Broglie-Bohma jest:
- teorią nielokalną: z równania fali pilotującej wynika, że prędkość każdej cząstki zależy od położeń wszystkich innych cząstek Wszechświata[a]. Rozważania na temat nielokalności teorii de Broglie-Bohma doprowadziły Bella do odkrycia słynnego twierdzenia Bella,
- teorią deterministyczną, tzn. trajektorie cząstek są ściśle wyznaczone przez stan układu w chwili początkowej[4].

Teoria de Broglie-Bohma wprowadza także formalny opis pomiaru. Problem pomiaru nierozwiązany w ramach interpretacji standardowej mechaniki kwantowej nie pojawia się tu, gdyż w teorii de Broglie-Bohma eksperyment nie powoduje zaistnienia układu w jakimś stanie, a jedynie rejestruje istniejący już przed pomiarem stan układu – aparatura pomiarowa w wyniku oddziaływania z układem mierzonym przyjmuje stan, odpowiadający mierzonemu stanowi układu.
W teorii można wprowadzić pojęcie kolapsu funkcji falowej (który formułuje jako jeden z postulatów standardowa interpretacja mechaniki kwantowej): efekt kolapsu pojawia się jednak tylko z punktu widzenia obserwatora, dokonującego pomiaru (a więc jest to efekt zawężonej analizy procesu pomiaru); de facto kolaps nie zachodzi.
Opracowano warianty teorii fali uwzględniające np. spiny cząstek czy zakrzywienie przestrzeni, a także odnoszące się do kwantowej teorii pola.
Fala de Broglie jest mikroskopowym odpowiednikiem fali Faradaya.

## Szczegółowe założenia teorii
Teoria de Broglie-Bohma dotyczy ustalonego układu cząstek (a więc nie mogą anihilować ani być kreowane), które ponadto nie posiadają spinu, i oparta jest na następujących postulatach:
1) Układ, który można uznać za odizolowany (np. cały Wszechświat), zawiera stałą liczbę {\displaystyle N} cząstek materii.
2) W chwili {\displaystyle t} układ istnieje w pewnej konfiguracji
{\displaystyle Q(t)=(\mathbf {Q} _{1}(t),\dots ,\mathbf {Q} _{k}(t),\dots ,\mathbf {Q} _{N}(t)),}
gdzie:
{\displaystyle \mathbf {Q} _{k}(t)=(x_{k}(t),y_{k}(t),z_{k}(t))\in \mathbb {R} ^{3}} – wektor położenia {\displaystyle k}-tej cząstki w przestrzeni euklidesowej.
3) Wszystkie możliwe konfiguracje {\displaystyle q=(\mathbf {q} _{1},\dots ,\mathbf {q} _{k},\dots ,\mathbf {q} _{N})} układu {\displaystyle N} cząstek tworzą przestrzeń konfiguracyjną złożoną z {\displaystyle N}-elementowych podzbiorów zbioru {\displaystyle \mathbb {R} ^{3N}}.
4) Cząstki bezmasowe (fotony) w ujęciu Bohma nie są traktowane jako zlokalizowane obiekty punktowe, ale jako stany pola elektromagnetycznego, określone w całej przestrzeni fizycznej {\displaystyle \mathbb {R} ^{3},} tj.
{\displaystyle \mathbf {Q} _{k}=\phi _{k},}
gdzie:
{\displaystyle \phi _{k}:\mathbb {R} ^{3}\ni (x,y,x)\to \phi _{k}(x,y,x)} – jeden z możliwych stanów pola.
5) Wektor prędkości {\displaystyle k}-tej cząstki znajdującej się w położeniu {\displaystyle \mathbf {Q} _{k}} w chwili {\displaystyle t} określa wzór
{\displaystyle {\frac {d\mathbf {Q} _{k}(t)}{dt}}={\frac {\mathbf {j} _{k}(q,t)}{|\psi (q,t)|^{2}}}{\Bigg |}_{q=Q(t)},}
gdzie:
- {\displaystyle \psi (q,t)} – funkcja falowa, będąca rozwiązaniem równania Schrödingera w przestrzeni konfiguracyjnej {\displaystyle \mathbb {R} ^{3N},}
- {\displaystyle \mathbf {j} _{k}(q,t)={\frac {\hbar }{m_{k}}}{\text{Im}}\left(\psi ^{*}(q,t)\nabla _{k}\psi (q,t)\right)} – wektor gęstości prądu prawdopodobieństwa, przypisany {\displaystyle k}-tej cząstce,
- {\displaystyle \nabla _{k}=\left({\frac {\partial }{\partial x_{k}}},{\frac {\partial }{\partial y_{k}}},{\frac {\partial }{\partial z_{k}}}\right)} – operator nabla względem współrzędnych {\displaystyle k}-tej cząstki,
- {\displaystyle m_{k}} – masa {\displaystyle k}-tej cząstki.

Uwaga: Prąd prawdopodobieństwa można zapisać w dwa inne, równoważne sposoby, używając operatora pędu {\displaystyle {\hat {p}}_{k}=-i\hbar \nabla _{k}} przypisanego {\displaystyle k}-tej cząstce:
{\displaystyle \mathbf {j} _{k}(q,t)={\frac {1}{m_{k}}}{\text{Re}}\left(\psi ^{*}(q,t)\,{\hat {p}}_{k}\,\psi (q,t)\right)={\frac {1}{2m_{k}}}\left(\psi ^{*}{\hat {p}}_{k}\psi -\psi {\hat {p}}_{k}\psi ^{*}\right).}
6) Ewolucję czasową funkcji falowej określa równanie Schrödingera
{\displaystyle {\hat {H}}\psi (q,t)=i\hbar {\frac {\partial }{\partial t}}\psi (q,t),}
przy czym operator Hamiltona dla cząstek, na które nie działa zewnętrzne pole elektromagnetyczne ma postać
{\displaystyle {\hat {H}}(q,t)=-\sum _{k=1}^{N}{\frac {\hbar ^{2}}{2m_{k}}}\nabla _{k}^{2}(q,t)+V(q),}
gdzie {\displaystyle V(q)} – funkcja opisująca zależność energii potencjalnej układu od jego konfiguracji {\displaystyle q} (niekiedy myląco nazywana energią potencjalną układu), np. dla oddziaływań cząstek naładowanych mamy funkcję energii potencjalnej
{\displaystyle V(q)=\sum _{j,k=1,j\neq k}^{N}K{\frac {e_{j}e_{k}}{2|\mathbf {q} _{j}-\mathbf {q} _{k}|}},}
gdzie:
{\displaystyle e_{j},e_{k}} – ładunki cząstek {\displaystyle j}-tej oraz {\displaystyle k}-tej,
{\displaystyle K} – stała Coulomba oddziaływań ładunków elektrycznych.

## Obliczanie trajektorii cząstek
Z teorii de Broglie’a-Bohma wynika, że każda z cząstek układu porusza się po ściśle określonej, deterministycznej trajektorii w przestrzeni fizycznej {\displaystyle \mathbb {R} ^{3}.} (Ruchowi temu odpowiada ruch punktu {\displaystyle Q(t)\in \mathbb {R} ^{3N}} w abstrakcyjnej przestrzeni konfiguracyjnej). Do obliczenia tych trajektorii trzeba przyjąć warunki początkowe:
- postać funkcji falowej {\displaystyle \psi (q,t_{0})} w chwili {\displaystyle t_{0},}
- konfigurację układu {\displaystyle Q_{0}\in \mathbb {R} ^{3N}} w chwili {\displaystyle t_{0}.}

Następnie oblicza się postać funkcji falowej {\displaystyle \psi (q,t)} w dowolnej chwili czasu rozwiązując równanie Schrödingera. Dopiero teraz można obliczyć trajektorie cząstek rozwiązując równanie ruchu {\displaystyle {\frac {d\mathbf {Q} _{k}(t)}{dt}}={\frac {\mathbf {j} _{k}(q,t)}{|\psi (q,t)|^{2}}}{\Bigg |}_{q=Q(t)},} gdyż np. prąd {\displaystyle \mathbf {j} _{k}} wyraża się przez funkcję falową.
W przypadku, gdy cząstki posiadają spin, zamiast równania Schrödingera należy napisać równanie Pauliego lub równanie Diraca i odpowiednio zmodyfikować wzory na wektory prędkości cząstek (patrz Rozszerzenia), przy czym równanie Diraca jest niezbędne, gdy opisuje się ruch cząstek o dużych prędkościach.

## Determinizm a losowość w teorii de Broglie’a-Bohma
Mimo że teoria de Broglie’a-Bohma jest teorią deterministyczną, to jednak odtwarza przewidywania statystyczne standardowej mechaniki kwantowej. W teorii de Broglie’a-Bohma prawdopodobieństwa wynikają nie z losowości wyników pomiarów (jak to jest wyjaśnianie w standardowej interpretacji mechaniki kwantowej), ale z nieznajomości warunków początkowych: układy cząstek poddane identycznym warunkom eksperymentalnym mogą znaleźć się w różnych stanach początkowych, niemożliwych do określenia przez eksperymentatora. Mierząc więc położenia końcowe układów uzyska się różne wyniki, mimo że każdy z nich poruszał się po deterministycznej trajektorii.

## Zgodność ze standardową interpretacją mechaniki kwantowej
Jeżeli zespół statystyczny identycznych układów w chwili początkowej {\displaystyle t_{0}} zajmuje stany początkowe {\displaystyle Q_{0}\in \mathbb {R} ^{3N}} w przestrzeni konfiguracyjnej z rozkładem prawdopodobieństwa {\displaystyle P(q,t_{0})=|\psi (q,t_{0})|^{2},} to we wszystkich chwilach późniejszych {\displaystyle t>t_{0}} układy tego zespołu będą zajmować stany w przestrzeni konfiguracyjnej z rozkładem {\displaystyle P(q,t)=|\psi (q,t)|^{2}.} Oznacza to, że w takim przypadku przewidywania teorii de Broglie-Bohma odtwarzają przewidywania standardowej mechaniki kwantowej.
Własność powyższa wynika stąd, że prędkości cząstek w teorii de Broglie’a-Bohma są z założenia zgodne z prądami prawdopodobieństw. Prądy prawdopodobieństwa spełniają zaś równanie ciągłości:
{\displaystyle {\frac {\partial \rho }{\partial t}}=-\nabla \cdot \mathbf {j} ,}
co oznacza, że dla danego prądu {\displaystyle \mathbf {j} } gęstość prawdopodobieństwa w chwili t jest jednoznacznie określona; de facto {\displaystyle \rho (q,t)=|\psi (q,t)|^{2}.} Jeżeli więc w chwili początkowej cząstki mają rozkłady {\displaystyle P(q,t_{0})=|\psi (q,t_{0})|^{2}} oraz poruszają wzdłuż krzywych, wzdłuż których poruszają się prądy prawdopodobieństw, to ich rozkłady w chwilach późniejszych są równe {\displaystyle \rho (q,t),} tj. {\displaystyle P(q,t)=|\psi (q,t)|^{2}.} Zespoły statystyczne o podanych wyżej rozkładach prawdopodobieństw nazywa się zespołami równowagi kwantowej.
Teoretycznie możliwe jest, że w pewnych warunkach kwantowe zespoły statystyczne mogłyby nie być układami równowagi kwantowej. Bohm w pracy z 1952 podał jednak przypuszczenie, że założenie, iż układy przyjmują warunki początkowe zgodne z rozkładem {\displaystyle P(q,t_{0})=|\psi (q,t_{0})|^{2}} powinno wynikać z praw statystyki i mechaniki. Argument ten był później wsparty przez pracę Bohma z 1953 i uzasadniony w publikacji Vigera i Bohma z 1954, w której wprowadzili stochastyczne fluktuacje płynu kierujące procesem asymptotycznej relaksacji ze stanu kwantowej nierównowagi (tj. stanu, w którym {\displaystyle P(q,t_{0})\neq |\psi (q,t_{0})|^{2}}) do stanu równowagi.

## Eksperyment z podwójną szczeliną

Możliwe trajektorie Bohma dla elektronu w eksperymencie z dwiema szczelinami. Podobny wzór był ekstrapolowany w eksperymencie słabych pomiarów z pojedynczymi fotonami

### Opis eksperymentu
Eksperyment z podwójną szczeliną jest tradycyjnym eksperymentem, który znakomicie pokazuje dualizm korpuskularno-falowy cząstek materii i światła. Eksperyment polega na przepuszczeniu jedna po drugiej pojedynczych cząstek (np. elektronów) przez przesłonę z dwiema szczelinami. Umieszczony w pewnej odległości od przesłony ekran pokazuje rozkład przestrzenny cząstek. W wyniku uzyskuje się układ jasnych i ciemnych prążków, czyli obraz interferencyjny. Efekt ten jest typowy dla fal, ale tu w ekran uderzają punktowe cząstki, stopniowo dając obraz prążków. Eksperymenty pokazały, że obraz interferencyjny uzyskuje się nawet wtedy, gdy przez układ przepuszcza się cząstki tak rzadko, że w danej chwili w układzie jest tylko jedna cząstka. W ten sposób eliminuje się ewentualne oddziaływanie cząstek ze sobą. Każda cząstka wykazuje więc własności korpuskularno-falowe, a wzór interferencyjny tworzony jest przez gromadzenie się wielu pojedynczych, punktowych uderzeń cząstek w ekran.

### Interpretacja kopenhaska
Według interpretacji kopenhaskiej eksperyment powyżej opisany rozumie się następująco: cząstka od chwili wyemitowania jej do chwili pomiaru nie jest obiektem punktowym, ale jest falą. A zatem, jeżeli nie umieścimy przy szczelinie detektora, cząstka w postaci fali przejdzie przez obie szczeliny – i dlatego będzie interferować z samą sobą; w momencie pomiaru cząstka w sposób losowy lokalizuje się w pewnym punkcie detektora. Interferencja zniknie, jeżeli detektor umieścimy przy jednej ze szczelin, gdyż funkcja falowa ulega kolapsowi z powodu aktu obserwacji.

### Interpretacja de Broglie-Bohma
Według teorii de Broglie-Bohma fala pilotująca cząstki przechodzi przez obie szczeliny i ulega interferencji. Fala pilotująca prowadzi cząstkę w taki sposób, że omija ona rejony destruktywnej interferencji, a przyciąga ją w rejony o konstruktywnej interferencji, co daje obraz interferencyjny na ekranie detektora. Postać funkcji falowej określa zbiór wszystkich możliwych torów, jakimi może poruszać się cząstka. Cząstka porusza się po ściśle określonej trajektorii, która przechodzi tylko przez jedną szczelinę. Położenie cząstki na ekranie oraz szczelina, przez którą cząstka przechodzi, są zdeterminowane przez położenie cząstki w źródle. Położenie cząstki w źródle jest nieznane dla eksperymentatora, dlatego pojawienie się cząstki na ekranie jest interpretowane jako losowe.
Dla uproszczenia rozważmy układ dwuwymiarowy, przy czym cząstki poruszają się w płaszczyźnie {\displaystyle xy.} Jeżeli cząstki pojawiają się w miejscu emisji w położeniach {\displaystyle q_{0}=(x,y=0)} z prawdopodobieństwami {\displaystyle P(q_{0},t_{0})=|\psi (q_{0},t_{0})|^{2},} to zgodnie z teorią Bohma będą poruszać się po torach takich, że na ekranie umieszczonym w odległości {\displaystyle y} od szczelin pojawią się w punktach {\displaystyle q=(x,y)} z rozkładem proporcjonalnym do {\displaystyle P(q,t)=|\psi (q,t)|^{2}.} Ponieważ fala pilotująca na ekranie ma rozkład interferencyjny, to odpowiedni do tego rozkład cząstek zostanie zarejestrowany.

### Modyfikacje eksperymentu
(1) Jeśli zamknie się jedną ze szczelin, wtedy nie uzyska się efektu interferencji. Teoria Bohma tłumaczy to następująco: zmiana przesłony z dwóch szczelin na jedną zmienia wzór na funkcję falową za przesłoną – obliczone na tej podstawie tory cząstek zmienią się tak, że nie dadzą efektu interferencyjnego.
(2) Gdybyśmy umieścili minimalnie inwazyjny detektor przy jednej ze szczelin, żeby zmierzyć, którą szczeliną przechodzą poszczególne cząstki, to ponownie z teorii wyniknie, że detektor zmodyfikuje funkcję falową tak, iż zmienią się tory cząstek tak, że zniknie wzór interferencyjny. Jest to także zgodne z doświadczeniami, które pokazują, iż do uzyskania efektu interferencji nie można mierzyć, jaką drogą poruszała się cząstka przez przesłonę ze szczelinami. (Aby to wyjaśnić, wprowadza się pojęcie warunkowej funkcji falowej. Podstawowa idea jest taka, że detektor rejestruje cząstkę tylko przy jednej szczelinie; w wyniku tego powstają dwa pakiety falowe w przestrzeni konfiguracji – jeden z cząstką wykrytą przy jednej szczelinie, a drugi z cząstką wykrytą przy drugiej szczelinie. Pakiety te nie zajmują tego samego obszaru przestrzeni konfiguracyjnej, dlatego nie mogą interferować ze sobą – dlatego interferencji nie obserwuje się).

## Rozszerzenia – stała liczba cząstek
Aby opisać ruch cząstek posiadających spin wystarczy nieco zmodyfikować równanie fali pilotującej, jak i hamiltonian równania Schrödingera. Najistotniejsze jest to, że:
Spin nie jest traktowany w mechanice de Broglie’a-Bohma jako własność posiadana lokalnie przez cząstkę, analogicznie jak wektor położenia cząstki (np. nie jest tu sensowne stosowane czasem przyrównywanie spinu do klasycznego wektora momentu pędu ciała obracającego się): obecność spinu przejawia się tylko w tym, że funkcja falowa jest spinorem, tj. ma wiele składników (jak wektor), które są funkcjami czasu i współrzędnych przestrzennych (dla cząstek bez spinu funkcja falowa miała tylko jedną składową). Przykładami takich funkcji falowych wieloskładnikowych są rozwiązania równania Pauliego i równania Diraca.
Ilość składników funkcji falowej jest ściśle określona przez samą mechanikę kwantową: np. dla pojedynczej cząstki nierelatywistycznej o spinie 1/2 funkcja falowa jest dwuskładnikowa i ma postać {\displaystyle \psi :\mathbb {R} ^{3}\times \mathbb {R} \to \mathbb {C} ^{2},} a w przypadku {\displaystyle N} identycznych cząstek ma {\displaystyle 2^{N}} składników i {\displaystyle \psi :\mathbb {R} ^{3N}\times \mathbb {R} \to \mathbb {C} ^{2^{N}}}(szczegółowo omówiono to niżej).

### Teoria nierelatywistyczna z uwzględnieniem spinu cząstek
W przypadku nierelatywistycznym (tj. dla małych prędkości cząstek) dla układu {\displaystyle N} cząstek o dowolnych spinach mamy
(1) 3-wektory prędkości cząstek
{\displaystyle {\frac {d\mathbf {Q} _{k}}{dt}}(t)={\frac {\hbar }{m_{k}}}{\frac {\operatorname {Im} (\psi ,D_{k}\psi )}{(\psi ,\psi )}}{\Bigg |}_{q=Q(t)},\;k=1,\dots ,N}
lub równoważnie:
{\displaystyle {\frac {d\mathbf {Q} _{k}(t)}{dt}}={\frac {\mathbf {j} _{k}}{(\psi ,\psi )}}{\Bigg |}_{q=Q(t)},}
gdzie {\displaystyle \mathbf {j} _{k}={\frac {\hbar }{m_{k}}}\operatorname {Im} (\psi ,D_{k}\psi ).}
(2) Równanie ewolucji funkcji falowej
Równanie ewolucji funkcji falowej ma teraz postać równania Pauliego, gdzie operator Hamiltona zawiera dodatkowy wyraz – operator energii związanej z oddziaływaniem spinów cząstek z polem magnetycznym, tj.
{\displaystyle {\hat {H}}\psi (q,t)=i\hbar {\frac {\partial }{\partial t}}\psi (q,t)}
oraz
{\displaystyle {\hat {H}}=-\sum _{k=1}^{N}{\frac {\hbar ^{2}}{2m_{k}}}D_{k}^{2}+V(q)-\sum _{k=1}^{N}{\frac {\hbar e_{k}}{2m_{k}}}\,{\vec {\sigma }}_{k}\cdot {\vec {B}}(\mathbf {q} _{k}),}
gdzie:
- {\displaystyle m_{k},e_{k}} – masa, ładunek {\displaystyle k}-tej cząstki,
- {\displaystyle {\vec {\sigma }}_{k}} – wektor operatorów macierzy spinowych działających w przestrzeni spinowej {\displaystyle k}-tej cząstki; w przypadku cząstek o liczbie spinowej {\displaystyle s=1/2} (np. elektronów) {\displaystyle {\vec {\sigma }}_{k}} jest wektorem zbudowanym z macierzy Pauliego,
- {\displaystyle V(q)} – energii potencjalna układu cząstek,
- {\displaystyle D_{k}=\nabla _{k}-i{\frac {e_{k}}{\hbar }}{\vec {A}}(\mathbf {q} _{k})} – tzw. pochodna kowariantna, zawierająca potencjał pola,
- {\displaystyle {\vec {A}}(\mathbf {q} _{k})} oraz {\displaystyle {\vec {B}}(\mathbf {q} _{k})=\nabla \times A(\mathbf {q} _{k})} – potencjał wektorowy oraz wektor indukcji pola magnetycznego określone w punktach {\displaystyle \mathbf {q} _{k}} (wielkości te charakteryzują zewnętrzne pole elektromagnetyczne, z jakim oddziałuje układ cząstek); w ten sposób zadane jest oddziaływanie pola na cały układ, jeżeli znajdzie się w konfiguracji {\displaystyle q=(\mathbf {q} _{1},\dots ,\mathbf {q} _{k},\dots ,\mathbf {q} _{N}),}
- {\displaystyle (\cdot ,\cdot )} – iloczyn skalarny wektorów {\displaystyle \psi } określony w przestrzeni spinowej {\displaystyle \mathbb {C} ^{d}} (iloczyn ten daje pewną liczbę zespoloną), tj. np.

{\displaystyle (\phi ,\psi )=\sum _{s=1}^{d}\phi _{s}^{*}\psi _{s}.}
Uwaga 1: Prąd w równaniu Pauliego ma postać
{\displaystyle \mathbf {j} _{k}={\frac {\hbar }{m_{k}}}\operatorname {Im} (\psi ,D_{k}\psi )+{\frac {\mu _{S}}{s}}\nabla \times (\psi ^{\dagger }{\vec {S}}\psi ).}
jednak drugi człon po prawej (wynikający z istnienia spinu) można pominąć, gdyż jego dywergencja zeruje się (por. uwagi na temat niejednoznaczności wyznaczania spinu w artykule prąd prawdopodobieństwa)
Uwaga 2: W przypadku układu wielu cząstek mamy uogólnione równanie ciągłości w postaci, gdzie dywergencja prądu jest obliczana jako suma dywergencji prądów, odpowiadających poszczególnym cząstkom; gęstość prawdopodobieństwa jest zaś obliczana dla całej funkcji falowej.
(3) Funkcja falowa. Przestrzeń spinowa
Funkcja falowa układu cząstek ze spinem
{\displaystyle \psi :\mathbb {R} ^{3N}\times \mathbb {R} \to \mathbb {C} ^{d}}
jest określona na zbiorach
- {\displaystyle \mathbb {R} ^{3N}} jest przestrzenią konfiguracyjną, {\displaystyle \mathbb {R} } reprezentuje oś czasu,
- {\displaystyle \mathbb {C} ^{d}} jest {\displaystyle d}-wymiarową przestrzenią zespolonych wartości funkcji falowej.

Funkcja falowa ma więc teraz postać kolumny (nazywa się ją spinorem), przy czym poszczególnym cząstkom o liczbach spinowych {\displaystyle s_{k}} odpowiada {\displaystyle d_{k}=2s_{k}+1} składowych, zaś wymiar {\displaystyle d} jest iloczynem liczb {\displaystyle d_{k},} czyli
{\displaystyle d=\Pi _{k=1}^{N}(2s_{k}+1).}
Składowe spinora są funkcjami o wartościach zespolonych. Funkcja falowa przypisuje więc konfiguracji {\displaystyle q} punkt w przestrzeni zespolonej {\displaystyle \mathbb {C} ^{d}.} Przestrzeń {\displaystyle \mathbb {C} ^{d},} zwana przestrzenią spinową, jest iloczynem tensorowym przestrzeni Hilberta odpowiadających poszczególnym cząstkom, mających wymiary {\displaystyle d_{k}=2s_{k}+1,} czyli
{\displaystyle \mathbb {C} ^{d}=\mathbb {C} ^{d_{1}}\otimes \mathbb {C} ^{d_{2}}\otimes \ldots \mathbb {C} ^{d_{N}}.}
(4) Symetrie funkcji falowych cząstek nieodróżnialnych
Cząstki kwantowe jednakowego rodzaju są nieodróżnialne, dlatego funkcje falowe stanowiące składowe spinora powinny być:
(a) antysymetryczne dla fermionów tego samego rodzaju, tj. muszą zmieniać znak (przy zachowaniu wartości bezwzględnej), gdy dokona się jednoczesnej zamiany miejscami indeksów spinowych i wektorów położeń przestrzennych dwóch fermionów tego samego rodzaju (np. dwóch elektronów; nie obowiązuje ta symetria np. dla przestawień elektronu z protonem),
(b) symetryczne dla bozonów tego samego rodzaju, tj. muszą pozostać identyczne pomimo dokonania jednoczesnej zamiany miejscami indeksów spinowych i wektorów położeń przestrzennych dwóch bozonów tego samego rodzaju (np. dwóch fotonów; ale nie np. fotonu i bozonu W).
Np. dla układu złożonego tylko z 3 trzech elektronów spinor ma 8 składowych, które są oznaczane następująco
{\displaystyle \psi _{+++}(q,t),\quad \psi _{-++}(q,t),\quad \dots \quad \psi _{---}(q,t),}
gdzie:
{\displaystyle q=(\mathbf {q} _{1},\mathbf {q} _{2},\mathbf {q} _{3})} – wektor położenia poszczególnych elektronów,
Pierwszy indeks tych funkcji dotyczy stanu spinowego pierwszego elektronu, drugi stanu spinowego drugiego elektronu itd.
Każda z tych funkcji musi być antysymetryczna (tj. powinna zmieniać znak) w wyniku jednoczesnej zamiany miejscami indeksów spinowych i wektorów położeń przestrzennych dwóch dowolnych elektronów, np.
{\displaystyle \psi _{+-+}(\mathbf {q} _{1},\mathbf {q} _{2},\mathbf {q} _{3},t)=-\psi _{-++}(\mathbf {q} _{2},\mathbf {q} _{1},\mathbf {q} _{3},t).}
Motywacja dotycząca symetrii funkcji falowych
Wymaganie powyższych symetrii wynika stąd, że w żadnym eksperymencie nie da się odróżnić cząstek elementarnych, jeśli są tego samego rodzaju. Np. jeżeli na początku eksperymentu określi się położenia i stany spinowe dwóch elektronów, a następnie elektrony te będą oddziaływać ze sobą, to na podstawie żadnego pomiaru na końcu eksperymentu nie da się powiedzieć, który z elektronów był początkowo nazwany (oznaczony) jako pierwszy, a który drugi (możemy jedynie zmierzyć położenia i stany spinowe tych elektronów po pewnym czasie, ale to nie wystarczy do ich identyfikacji – elektrony nie mają bowiem żadnych dodatkowych „identyfikatorów”).
Gdyby funkcje falowe nie miały powyższych symetrii, to można by identyfikować poszczególne cząstki w eksperymentach. Tak jednak nie jest.
Fakt nieodróżnialności cząstek nie przeczy jednak możliwości, że cząstki poruszały się do momentu pomiaru po indywidualnych trajektoriach – co zakłada mechanika de Broglie’a-Bohma.
Baza przestrzeni Hilberta pojedynczej cząstki i wielu cząstek identycznych
(1) Bazę przestrzeni Hilberta {\displaystyle \mathbb {H} } pojedynczej cząstki (np. elektronu) tworzy się znajdując funkcje własne operatora Hamiltona oraz zespołu komutujących z nim operatorów – jest to możliwe dlatego, że operatory komutujące posiadają wspólne funkcje własne.
(2) Przestrzeń Hilberta dwóch cząstek tego samego rodzaju tworzy iloczyn tensorowy przestrzeni Hilberta pojedynczej cząstki z nią samą, {\displaystyle \mathbb {H} _{2}=\mathbb {H} \otimes \mathbb {H} \equiv \mathbb {H} ^{\otimes 2}.} Bazę tej przestrzeni tworzy się sumując lub odejmując iloczyny 2 funkcji własnych pojedynczej cząstki; przy tym wymaga się, by utworzone funkcje miały odpowiednią symetrię (tj. aby były symetryczne dla bozonów i antysymetryczne dla fermionów).
(3) Dla układu N cząstek przestrzeń Hilberta tworzy iloczyn tensorowy N-krotny, tj. {\displaystyle \mathbb {H} _{N}=\mathbb {H} ^{\otimes N}{:}} funkcje bazy tworzy się sumując lub odejmując iloczyny N funkcji własnych pojedynczej cząstki; przy tym utworzone funkcje muszą mieć odpowiednią symetrię (jak wyżej).
(5) Przykłady funkcji falowych i przestrzeni spinowych
Poniżej podano przykłady przestrzeni konfiguracyjnych, przestrzeni spinowych oraz funkcji falowych, przy czym obowiązuje tu ogólna zasada: jeżeli cząstki są identyczne, to konkretne postacie funkcji falowych (znajdowanych z równania Pauliego) – są symetryczne dla bozonów i antysymetryczne dla fermionów.
a) Dla jednej cząstki przestrzeń konfiguracyjna jest 3-wymiarowa, bo
{\displaystyle q=(x_{1},y_{1},z_{1}).}
Jeżeli cząstka ma spin ½, to funkcja falowa
{\displaystyle \psi :\mathbb {R} ^{3}\times \mathbb {R} \to \mathbb {C} ^{2}}
ma wartości zapisywane w postaci wektora o 2 składowych
{\displaystyle \psi (q,t)={\begin{bmatrix}\psi _{+}(q,t)\\\psi _{-}(q,t)\end{bmatrix}}.}
b) Dla układu 3 trzech cząstek przestrzeń konfiguracyjna jest 9-wymiarowa, bo
{\displaystyle q=(x_{1},y_{1},z_{1},x_{2},y_{2},z_{2},x_{3},y_{3},z_{3}).}
Jeżeli cząstki mają spin ½, to funkcja falowa
{\displaystyle \psi (q,t):\mathbb {R} ^{9}\times \mathbb {R} \to \mathbb {C} ^{2^{3}}}
ma wartości zespolone zapisywane w postaci wektora o {\displaystyle 2^{3}=8} składowych
{\displaystyle \psi (q,t)={\begin{bmatrix}\psi _{+++}(q,t)\\\psi _{-++}(q,t)\\\psi _{+-+}(q,t)\\\psi _{++-}(q,t)\\\psi _{--+}(q,t)\\\psi _{-+-}(q,t)\\\psi _{+--}(q,t)\\\psi _{---}(q,t)\end{bmatrix}},}
przy czym pierwszy indeks dotyczy stanu spinowego pierwszej cząstki, drugi indeks – 2-giej cząstki itd. Jeżeli przy tym np. dwie cząstki są identyczne, to funkcja falowa powinna być antysymetryczna ze względu na zamianę współrzędnych przestrzenno-spinowych tej pary cząstek – a to oznacza że taką symetrię winny wykazywać wszystkie składowe spinora.
Prawdopodobieństwo znalezienia cząstek w stanach odpowiednio {\displaystyle (\mathbf {q} _{1},+),(\mathbf {q} _{2},-),(\mathbf {q} _{3},+)} jest równe
{\displaystyle P_{+-+}(\mathbf {q} _{1},\mathbf {q} _{2},\mathbf {q} _{3},t)=|\psi _{+-+}(\mathbf {q} _{1},\mathbf {q} _{2},\mathbf {q} _{3},t)|^{2}.}
c) Dla układu 3 trzech cząstek, z których dwie cząstki mają spiny s = 1/2, a jedna ma spin s = 1 przestrzeń spinowa jest 12-wymiarowa, a funkcja falowa jest odwzorowaniem postaci
{\displaystyle \psi :\mathbb {R} ^{9}\times \mathbb {R} \to \mathbb {C} ^{2}\otimes \mathbb {C} ^{2}\otimes \mathbb {C} ^{3}.}
d) Dla układu {\displaystyle N} cząstek przestrzeń konfiguracyjna jest 3N-wymiarowa, bo
{\displaystyle q=(x_{1},y_{1},z_{1},\dots ,x_{N},y_{N},z_{N}).}
Jeżeli cząstki mają spin ½, to funkcja falowa jest odwzorowaniem postaci
{\displaystyle \psi :\mathbb {R} ^{3N}\times \mathbb {R} \to \mathbb {C} ^{2^{N}}.}
Np. dla układu {\displaystyle N=100} cząstek wymiar przestrzeni spinowej jest ogromny, bo wynosi {\displaystyle 2^{100}\approx 10^{30}!}
(6) Warunki początkowe
W celu rozwiązania równania Pauliego trzeba zadać:
- funkcję określającą zewnętrzne pole {\displaystyle {\vec {A}}(\mathbf {q} ,t)} w punktach {\displaystyle \mathbf {q} } przestrzeni fizycznej {\displaystyle \mathbb {R} ^{3}} w dowolnej chwili {\displaystyle t,}
- funkcję falową w chwili początkowej,
- masy {\displaystyle m_{k},} ładunki {\displaystyle e_{k},} spiny {\displaystyle s_{k}} oraz położenia początkowe {\displaystyle \mathbf {Q} _{k}(t_{0}),k=1,\dots ,N} cząstek układu.

Następnie oblicza się funkcję falową we wszystkich punktach {\displaystyle q} przestrzeni konfiguracyjnej {\displaystyle \mathbb {R} ^{3N}} w dowolnej chwili czasu, a stąd oblicza prędkości cząstek {\displaystyle d\mathbf {Q} _{k}(t)/dt.}

### Teoria relatywistyczna Bohma-Diraca dla pojedynczego fermionu
Bohm zaprezentował w 1953 rozszerzenie teorii dla pojedynczej cząstki tak, by uwzględniać efekty relatywistyczne:
(1) Zastąpił równanie Schrödingera równaniem Diraca
{\displaystyle {\hat {H}}\psi (q,t)=i\hbar {\frac {\partial }{\partial t}}\psi (q,t),}
gdzie hamiltonian uwzględniający oddziaływanie cząstki o ładunku {\displaystyle e} z zewnętrznym polem elektromagnetycznym {\displaystyle (\phi ,{\vec {A}})} ma postać
{\displaystyle {\hat {H}}=c{\vec {\alpha }}\cdot \left({\hat {p}}-e{\vec {A}}\right)+mc^{2}\beta +e\phi +V(q),}
przy czym
- {\displaystyle {\vec {\alpha }}} – wektor macierzy alfa Diraca o wymiarach 4 × 4

{\displaystyle {\vec {\alpha }}={\begin{pmatrix}0&{\vec {\sigma }}\\{\vec {\sigma }}&0\end{pmatrix}},}
- {\displaystyle \beta } – macierz beta Diraca,
- {\displaystyle {\hat {p}}} – operator pędu cząstki.

(2) W równaniu fali pilotującej
{\displaystyle {\frac {d\mathbf {Q} (t)}{dt}}={\frac {\mathbf {j} }{(\psi ,\psi )}}{\Bigg |}_{q=Q(t)}}
jako 3-wektor prądu prawdopodobieństwa przyjął prąd równania Diraca
{\displaystyle \mathbf {j} =c\psi ^{\dagger }{\vec {\alpha }}\psi .}
(3) Funkcja falowa {\displaystyle \psi } jest tu odwzorowaniem postaci
{\displaystyle \psi :\mathbb {R} ^{3N}\times \mathbb {R} \to \mathbb {C} ^{4},}
gdzie przestrzeń spinowa jest 4-wymiarową przestrzenią zespoloną, dlatego wartości funkcji falowej zapisuje się w postaci kolumny o 4 składowych.

### Teoria relatywistyczna Bohma-Diraca dla wielu fermionów
Ujęcie Bohma dotyczyło pojedynczego fermionu. Powyższy formalizm można rozszerzyć na układ N fermionów następująco:
(1) Funkcja falowa spełnia rozszerzone na N cząstek równanie Diraca
{\displaystyle {\hat {H}}\psi (q,t)=i\hbar {\frac {\partial }{\partial t}}\psi (q,t),}
gdzie operator Hamiltona ma postać
{\displaystyle {\hat {H}}(q,t)=-\sum _{k=1}^{N}\left[c{\vec {\alpha }}_{k}\cdot \left({{\hat {p}}_{k}}-e_{k}{\vec {A}}(q_{k})\right)+m_{k}c^{2}\beta _{k}+e_{k}\phi (q_{k})\right]+V(q),}
gdzie:
- {\displaystyle V(q)} – funkcja energii potencjalnej układu cząstek,
- {\displaystyle {\vec {\alpha }}_{k}=1\otimes \ldots \otimes {\vec {\alpha }}\otimes \ldots \otimes 1} – operator macierzy Diraca, działający na stany spinowe k-tej cząstki, przy czym operator {\displaystyle {\vec {\alpha }}} macierzy 4 × 4 występuje na k-tym miejscu w iloczynie tensorowym; {\displaystyle 1} – macierze jednostkowe 4 × 4,
- {\displaystyle \beta _{k}=1\otimes \ldots \otimes \beta \otimes \ldots \otimes 1} – operator zawierający macierz beta Diraca, działający na stany spinowe k-tej cząstki.

(2) Równanie fali pilotującej
– dla k-tej cząstki równanie fali pilotującej ma postać
{\displaystyle {\frac {d\mathbf {Q} _{k}(t)}{dt}}={\frac {\mathbf {j_{k}} }{\psi ^{\dagger }\psi }}{\Bigg |}_{q=Q(t)},}
gdzie 3-wektor prądu prawdopodobieństwa dla k-tej cząstki ma postać
{\displaystyle \mathbf {j_{k}} =c\psi ^{\dagger }{\vec {\alpha }}_{k}\psi .}
(3) Funkcja falowa {\displaystyle \psi } jest odwzorowaniem postaci
{\displaystyle \psi :\mathbb {R} ^{3N}\times \mathbb {R} \to \mathbb {C} ^{d},}
przy czym dla N identycznych fermionów przestrzeń ta ma postać {\displaystyle \mathbb {C} ^{d}=(\mathbb {C} ^{4})^{\otimes N}} i ma wymiar {\displaystyle 4^{N},} a zbiór wartości tej funkcji ma postać kolumny {\displaystyle 4^{N}} składowych.
(4) Rozszerzenie to nie jest Lorentzowsko nieimiennicze, gdyż trzeba wyróżnić układ współrzędnych, w którym w tych samych chwilach czasu {\displaystyle t} określa się aktualną konfigurację {\displaystyle Q(t)} oraz oblicza prąd prawdopodobieństwa {\displaystyle \mathbf {j_{k}} } oraz gęstość {\displaystyle \rho ={\psi ^{\dagger }\psi }} w punkcie {\displaystyle Q(t).} Ta niekonwariantność jest istotna na poziomie pojedynczych cząstek. Jednak statystyczne przewidywania teorii Bohma-Diraca są identyczne, jak dla teorii Diraca, ponieważ (i) z założenia są spełnione w wybranym układzie odniesienia (ii) transformują się zgodnie z transformacją Lorentza do innych układów odniesienia. Z tego względu wyróżniony układ odniesienia nie może być wykryty przez żaden eksperyment.

### Teoria relatywistyczna – problem foliacji (podziału) czasoprzestrzeni
Teoria Bohma jest teorią jawnie nielokalną oraz wybiera preferowany układ odniesienia, gdyż równania fali pilotującej zakładają, że prędkość danej cząstki układu w chwili {\displaystyle t} zależy od położeń wszystkich cząstek układu w tej samej chwili {\displaystyle t.}
Innymi słowy:
- w teorii de Broglie-Bohma prędkość jednej cząstki zależy od aktualnego położenia wszystkich innych cząstek w tej samej chwili czasu, tj. jednocześnie, niezależnie od tego, jak są od siebie oddalone (i w tym przejawia się nielokalność teorii),
- jednak w teorii względności nie ma jednoczesności absolutnej, ale zależy to od układu, w którym określa się czas,
- zatem aby zdefiniować trajektorie cząstek potrzebna jest dodatkowa zasada, określająca, które punkty czasoprzestrzeni powinny być traktowane jako jednoczesne; najprostszy sposób, aby to osiągnąć, polega na wprowadzeniu preferowanej foliacji (podziału) czasoprzestrzeni przez ustalenie preferowanego układu, w którym określany jest czas: każda hiperpowierzchnia czasoprzestrzeni złożona z punktów o tej samej współrzędnej czasowej, a różnych współrzędnych przestrzennych jest wtedy hiperpowierzchnią równego czasu.

Wyróżnieniu układu odniesienia w teorii de Broglie-Bohma zastosowanej do układu wielu cząstek wydaje się więc być w konflikcie z teorią względności. Np. wcześniej omówione rozszerzenie teorii Bohma-Diraca na układ wielu cząstek nie jest Lorentzowsko niezmiennicze: mimo że samo równanie fali pilotującej spełniające relatywistyczne równanie Diraca spełnia ten wymóg, jednak nie jest to prawdą w odniesieniu do równań na prędkości cząstek, gdyż wprowadzają jednoczesność w wyróżnionym układzie odniesienia.
W latach 90. XX w. pojawiło się szereg prób rozwiązania tego dylematu. Np. w pracy Dürra et al. z 1999 r. użyto modeli Bohma-Diraca oraz foliacji Lorentza w odniesieniu do czasoprzestrzeni i pokazano, że możliwe jest formalne przywrócenie niezmiennika Lorentza przez wprowadzenie dodatkowej struktury. Choć jest to w sprzeczności ze standardową interpretacją teorii względności, to preferowana foliacja, jeżeli jest nieobserwowalna, nie prowadzi do empirycznego konfliktu z teorią względności.

## Problem z opisem trajektorii fotonu
Początkowo uważano za niemożliwe opisanie trajektorii fotonu w teorii de Broglie-Bohma ze względu na problem relatywistycznego opisu bozonów. W 1996, Partha Ghose zaprezentował relatywistyczny opis bozonów o spinie 0 i 1 w mechanice kwantowej, wychodząc od równań Duffina-Kemmera-Petiau, określając trajektorie dla bozonów zarówno masowych, jak i bezmasowych (fotonów). W 2001 Jean-Pierre Vigier podkreślił potrzebę otrzymania dobrze zdefiniowanego opisu światła w postaci trajektorii cząstek, w ramach teorii de Broglie-Bohma lub stochastycznej mechaniki Nelsona. W tym samym roku Ghose opracował model przypisujący trajektorie fotonom dla szczególnych przypadków. Eksperymenty z wykorzystaniem tzw. pomiarów słabych doprowadziły do otrzymania trajektorii zgodnych z przewidywanymi.

## Kwantowa teoria pola
Powyżej omówione teorie nie uwzględniały możliwości tworzenia i zanikania cząstek. Zjawiska te opisuje dopiero kwantowa teoria pola. Podejście zapoczątkowane przez Bella uzupełnia kwantową teorię pola, przypisując cząstkom położenia w przestrzeni w każdej chwili czasu, przy czym cząstki są kreowane i anihilowane. Istnieją różne sformułowania kwantowej teorii pola oparte na idei de Broglie’a, tj. zakładające że układ fizyczny istnieje w każdej chwili w jednym stanie, niezależnie od funkcji falowej, która jest superpozycją stanów. Przy tym przez stan układu rozumie się albo położenia cząstek w przestrzeni albo stany pól fizycznych.

### Połączenie kwantowej teorii pola Bohma i grawitacji
Chris Dewdney i G. Horton zaproponowali relatywistycznie niezmiennicze, falowo-funkcjonalne sformułowanie kwantowej teorii pola de Broglie’a-Bohma oraz rozszerzył je do postaci, która umożliwia włączenie grawitacji.

### Lorentzowsko niezmiennicza teoria wielu cząstek Nikolicia
Nikolić zaproponował lorentzowsko-kowariantne sformułowanie interpretacji Bohma funkcji falowej dla wielu cząstek. Rozwinął on uogólnioną, relatywistycznie niezmienniczą, probabilistyczną interpretację teorii kwantowej, w której {\displaystyle |\psi |^{2}} nie jest gęstością prawdopodobieństwa w przestrzeni, lecz gęstością prawdopodobieństwa w czasoprzestrzeni. Użył uogólnionej interpretacji probabilistycznej do sformułowania relatywistycznie kowariantnej wersji teorii de Broglie-Bohma bez wprowadzania preferowanej foliacji czasoprzestrzeni. Jego praca pokrywa się również z rozszerzeniem interpretacji Bohma kwantyzacji pól i strun.

### Kwantowa teoria pola – liczba cząstek jako ontologia rzeczywistości

#### Podejście deterministyczno-stochastyczne
Dürr i inni (2004) rozszerzyli teorię de Broglie–Bohma o operatory kreacji i anihilacji, nadając teorii nazwę „kwantowej teorii pola typu Bella”. Stan układu w ich ujęciu jest opisany położeniami wszystkich rodzajów cząstek (fermionów i bozonów) w przestrzeni fizycznej, przy czym cząstki mogą być kreowane lub anihilowane.

##### Przestrzeń konfiguracyjna
Podstawowym pomysłem było zdefiniowanie przestrzeni konfiguracyjnej jako przestrzeni wielowymiarowej, dającej możliwość opisu zmiany liczby cząstek układu:
(1) dla cząstek jednego rodzaju przestrzeń jest sumą przestrzeni Hilberta właściwych dla 0, 1, 2, .. cząstek tego rodzaju,
(2) jeżeli w danej teorii pola mamy wiele rodzajów cząstek, to przestrzeń konfiguracyjna jest iloczynem kartezjańskim przestrzeni zdefiniowanych w p. (1) dla poszczególnych cząstek jednego rodzaju.

##### Dynamika układu
(1) Funkcja falowa ewoluuje zgodnie z (deterministycznym) równaniem Schrödingera nad całą przestrzenią konfiguracyjną, przy czym hamiltonian układu jest taki, jak określa to kwantowa teoria pola; funkcja falowa jest w ogólności superpozycją stanów pola o różnej liczbie cząstek
{\displaystyle {\hat {H}}\psi (q,t)=i\hbar {\frac {\partial }{\partial t}}\psi (q,t).}
(2) W danej chwili istnieje ściśle określona liczba cząstek, a każda cząstka ma określony rodzaj i położenie w przestrzeni rzeczywistej,
(3) Układ cząstek ewoluuje deterministycznie oraz stochastycznie.
(a). determinizm: cząstki poruszają się w przestrzeni po ściśle określonych trajektoriach zgodnie z równaniem fali pilotującej, przy czym równanie to zawiera hamiltonian cząstek swobodnych (nieoddziałujących ze sobą i z zewnętrznymi polami) – w tym procesie liczba cząstek jest więc ustalona. W przypadku hamiltonianu nierelatywistycznego Schrödingera
{\displaystyle {\hat {H}}(q,t)=-\sum _{k=1}^{N}{\frac {\hbar ^{2}}{2m_{k}}}\nabla _{k}^{2}(q,t)+V(q)}
prędkość przemieszczania cząstek się dana jest wzorem mechaniki Bohma
{\displaystyle {\frac {d\mathbf {Q} _{k}(t)}{dt}}={\frac {\mathbf {j} _{k}(q,t)}{|\psi (q,t)|^{2}}}{\Bigg |}_{q=Q(t)},}
gdzie prąd ma postać
{\displaystyle \mathbf {j} _{k}(q,t)={\frac {\hbar }{m_{k}}}{\text{Im}}\left(\psi ^{*}(q,t)\nabla _{k}\psi (q,t)\right).}
(b). stochastyczność: występują losowe procesy kreacji lub anihilacji cząstek – kwantów pola (przy czym np. kreacja kwantu danego pola, otrzymana z funkcji falowej, nie oznacza lokalizacji kwantu w postaci cząstki; o cząstkach punktowych można mówić dopiero w ujęciu de Broglie’a-Bohma-Bella, przy założeniu, że spośród wielu możliwych stanów własnych operatorów położenia i liczby cząstek jeden taki stan jest realizowany jako rzeczywistość fizyczna); prawdopodobieństwo przejścia układu z aktualnej konfiguracji {\displaystyle Q(t)} w przedziale czasu {\displaystyle (t,t+dt)} do innej konfiguracji {\displaystyle q'} określonej z dokładnością do różniczkowej objętości {\displaystyle dq'} przestrzeni konfiguracyjnej dane jest równaniem
{\displaystyle P_{t}(Q_{t}\to [q',dq',dt])={\frac {j_{t}(q\to q')^{+}}{(\psi _{t}(q),\psi _{t}(q))}}dq'\,dt{\Big |}_{q=Q_{t}},}
gdzie:
- {\displaystyle j_{t}(q\to q')={\frac {2}{\hbar }}{\text{Im }}[\Psi _{t}^{*}(q')\langle q'|{\hat {H}}_{int}|q\rangle |\Psi _{t}(q)]} – gęstość prądu prawdopodobieństwa przejścia od stanu {\displaystyle q} do {\displaystyle q'} związana z {\displaystyle {\hat {H}}_{int}} – hamiltonianem oddziaływania między polami kwantowymi; w wyniku oddziaływań między polami mogą powstawać lub anihilować kwanty pól – kwantom wg teorii Dürra odpowiadają zlokalizowane cząstki,
- {\displaystyle j^{+}\equiv max(j,0),}
- {\displaystyle (\psi ,\psi )} – iloczyn skalarny funkcji falowej w przestrzeni konfiguracyjnej (dla ustalonej liczny cząstek przestrzeń ta byłaby przestrzenią spinową {\displaystyle \mathbb {C} ^{d},} gdzie {\displaystyle d} – wymiar taki, jak to określono w rozdziale Rozszerzenia),
- {\displaystyle q=(\mathbf {q} _{1},\dots ,\mathbf {q} _{k},\dots ,\mathbf {q} _{N})} – przykładowy wektor położenia układu cząstek w przestrzeni konfiguracyjnej, mającej {\displaystyle N} cząstek.

Wielkość {\displaystyle j^{+}} w liczniku jest wartości {\displaystyle j_{t}(q\to q'),} gdy prąd jest dodatni; wtedy prawdopodobieństwo {\displaystyle P_{t}(q\to [q',dq',dt])} jest równe ilorazowi prądu przez gęstość prawdopodobieństwa – analogicznie jak w mechanice Bohma. Jeżeli prąd jest ujemny, to {\displaystyle j^{+}=0} – wtedy przejście {\displaystyle q\to q'} jest zabronione. Jeżeli jednak prąd jest ujemny, to będzie dozwolone przejście ze stanu {\displaystyle q'} do {\displaystyle q,} czyli {\displaystyle q'\to q,} co wynika z własności antysymetrii prądu:
{\displaystyle j_{t}(q\to q')=-j_{t}(q'\to q).}
W danym czasie {\displaystyle dt} układ może więc przejść do innego stanu, zawierającego inne liczby cząstek.
Uwaga: Wielkość {\displaystyle j_{t}(q\to q')} tu zdefiniowana jest skalarem, w odróżnieniu od prądu opisującego ruch deterministyczny w postaci {\displaystyle \mathbf {j} _{k}(q,t),} który jest wektorem. Musi być tak, gdyż prawdopodobieństwo jest liczbą – możliwy wektor przemieszczenia układu wynika z wektorów położeń początkowego i końcowego {\displaystyle q,q'.}
(4) Funkcja falowa {\displaystyle \psi (q,t)} jest określona w położeniowej przestrzeni Foka (jest reprezentacją położeniową wektora stanu {\displaystyle |\psi _{t}\rangle } w chwili {\displaystyle t}). Przykładowo w modelu, gdzie uwzględnia się tylko bozony, składnik funkcji falowej odpowiadającej {\displaystyle n} cząstkom ma postać
{\displaystyle \psi ^{(n)}(x_{1},\dots ,x_{n})={\frac {1}{\sqrt {n!}}}\langle 0|a(x_{1})\dots a(x_{n})|\psi \rangle ,}
gdzie:
- {\displaystyle |0\rangle } – stan próżni Foka,
- {\displaystyle a(x_{l})=(2\pi )^{-3/2}\int d^{3}\!k\,\,e^{ikx_{l}}a_{k}} – operator anihilacji bozonu w położeniu {\displaystyle x_{l},l=1,2,\dots ,n,}
- {\displaystyle a_{k}} – operator kreacji bozonu o pędzie {\displaystyle k.}

Niektóre cząstki mogą więc np. emitować inne cząstki, inne zaś mogą anihilować; przy czym procesy te zależą od postaci hamiltonianu oddziaływania pól kwantowych; w danym momencie istnieje wiele możliwych, różnych procesów przemiany danego układu pól w układy z innymi liczbami kwantów dla poszczególnych pól. Przy czym, jeśli liczba kwantów danego pola zmniejszyła by się po przemianie o jeden, to zaszedłby proces anihilacji kwantu tego pola, czyli anihilacja cząstki, opisywanej tym polem; analogicznie – jeśli liczba kwantów danego pola zwiększyłaby się o jeden, to zaszedłby proces kreacji kwantu tego pola, czyli kreacji cząstki.
Rozkład prawdopodobieństw procesów, jakie mogą zajść przy zadanej aktualnie konfiguracji cząstek {\displaystyle Q_{t}} obliczany jest z postaci funkcji falowej. Spośród tych procesów jeden jest wybierany losowo jako zachodzący de facto w rzeczywistości: układ w czasie {\displaystyle dt} przechodzi do nowego stanu o innej liczbie cząstek zadanych przez funkcję falową. Nowy stan określony jest przez rodzaj i położenia cząstek, w których m.in. rozpoczynają się trajektorie cząstek nowo utworzonych, a kończą się trajektorie cząstek anihilowanych (przy tym może też być, że stan układu co do liczby i rodzaju cząstek pozostanie niezmieniony, jeżeli istnieje niezerowe prawdopodobieństwo przejścia układu do takiego stanu);
Wpływ na ewolucję układu cząstek ma cała funkcja falowa, a nie tylko jej część, której odpowiada stan aktualny liczby cząstek – kwantów pól: dlatego możliwe są procesy zależne od interferencji stanów funkcji falowej odpowiadających różnym stanom układu co do liczby cząstek, ich rodzaju oraz ich położeń.
Przykład: Elektrodynamika kwantowa rozważa 3 rodzaje cząstek: elektrony, pozytony, fotony; w teorii Dürra cząstki te poruszają się po ściśle określonych trajektoriach, przy czym ich tory zaczynają się w tych punktach czasoprzestrzeni, gdzie cząstki te są kreowane, zaś kończą się tam, gdzie cząstki anihilują. W ujęciu standardowym cząstki są rozciągnięte na całą przestrzeń jako pola; pola te są kreowane i anihilują w całej przestrzeni; jednocześnie istnieją superpozycje wielu możliwych stanów pola, zawierające różne liczby cząstek danego rodzaju; jedynie gdy pola te oddziałują z detektorem, to wtedy w sposób losowy są rejestrowane przez detektor jako zlokalizowane obiekty w przestrzeni.

#### Podejście deterministyczne
Hrvoje Nikolić zaproponował w pełni deterministyczną teorię de Broglie-Bohma z kreacją i anihilacji cząstek. Trajektorie cząstek są tu ciągłe, jednak z teorii wynika, że np. detektor może zarejestrować kreację lub anihilację cząstek nawet jeśli ta nie miała miejsca, co wydaje się być sprzeczne z tym, jak wyobraża się te procesy.

### Teoria na zakrzywionej czasoprzestrzeni
Teoria de Broglie-Bohma opisuje ruch cząstek w przestrzeni rzeczywistej {\displaystyle \mathbb {R} ^{3}.} Rozszerzenie teorii na dowolną rozmaitość riemannowską nie przedstawia żadnych trudności: równania te mają identyczną postać jak równania ruchu w przestrzeni {\displaystyle \mathbb {R} ^{3},} ale wszystkie elementy różniczkowe w równaniu Schrödingera i równaniu fali pilotującej, takie jak gradienty czy laplasjany, mają zdefiniowane odpowiedniki na rozmaitościach. Warunki topologiczne i brzegowe można stosować w suplementacji ewolucji równania Schrödingera.
Przykład: ruch cząstek w czasoprzestrzeni – czasoprzestrzeń jest w ogólności przestrzenią zakrzywiona (a więc nie obowiązują tu prawa geometrii Euklidesa) (por. ogólna teoria względności)
W teorii de Broglie-Bohma w zakrzywionej przestrzeni, dla cząstek ze spinem, przestrzeń spinowa jest wiązką wektorową nad przestrzenią konfiguracyjną, a potencjał w równaniu Schrödingera jest lokalnym operatorem samosprzężoym, działającym na przestrzeni.

### Teoria nielokalnego przekazywania informacji
Antony Valentini rozszerzył teorię de Broglie-Bohma o sygnałową nielokalność, która umożliwia stosowanie splątania jako zdalnej komunikacji, bez potrzeby klasycznego sygnału „klucza” do odblokowania wiadomości. Przeczy to ortodoksyjnej teorii kwantowej, jednak czyni równoległy wszechświat chaotycznej teorii inflacji obserwowalnym w praktyce.
W przeciwieństwie do teorii de Broglie-Bohma, w teorii Valentiniego ewolucja funkcji falowej zależy również od zmiennych ontologicznych. Wprowadza to niestabilność, pętlę sprzężenia zwrotnego, które wypycha ukryte zmienne poza „subkwantową śmierć cieplną”. Wynikowa teoria jest nieliniowa i nie-unitarna.

## Wyprowadzenia teorii de Broglie-Bohma
Uwaga: Każda fundamentalna teoria fizyczna musi być de facto postulowana poprzez podanie jej fundamentalnych równań – w tym sensie teorii nie wyprowadza się. (Podobnie np. postuluje się aksjomaty geometrii). Teoria de Broglie’a-Bohma jest taką teorią. Poprawność każdej teorii sprawdza się w konfrontacji z eksperymentem. Jeżeli istnieje kilka teorii, które są pozbawione wewnętrznych sprzeczności i przewidują identyczne wyniki eksperymentów, to nie da się rozstrzygnąć, która teoria jest lepszym opisem rzeczywistości. Dotyczy to m.in. teorii de Broglie-Bohma w konfrontacji ze standardowym sformułowaniem mechaniki kwantowej.
Poniżej przedstawiono cztery wyprowadzenia, czyli argumenty, na podstawie których postuluje się równania teorii de Broglie-Bohma. Daje to cztery nieco odmienne sposoby rozumienia samej teorii.

### Z hipotezy de Broglie’a
(1) Równanie Schrödingera można wyprowadzić przy użyciu hipotezy kwantów świetlnych Einsteina
{\displaystyle E=\hbar \omega }
oraz hipotezy de Broglie
{\displaystyle \mathbf {p} =\hbar \mathbf {k} .}
(2) Równanie na prędkości cząstek można otrzymać w podobny sposób. Zakładając falę płaską
{\displaystyle \psi (\mathbf {x} ,t)=Ae^{i(\mathbf {k} \cdot \mathbf {x} -\omega t)}}
oraz zauważając, że wynika stąd zależność
{\displaystyle i\mathbf {k} =\nabla \psi /\psi }
oraz przyjmując {\displaystyle \mathbf {p} =m\mathbf {v} } otrzyma się ostatecznie
{\displaystyle \mathbf {v} ={\frac {\hbar }{m}}Im\left({\frac {\nabla \psi }{\psi }}\right).}
Wyprowadzenie to nie używało równania Schrödingera.

### Z równania ciągłości
Zakładając, że prawdopodobieństwo ewoluuje w czasie przepływając z danej komórki do komórek sąsiednich (a nie np. wykonując wielkie skoki w przestrzeni) otrzymuje się równanie ciągłości:
{\displaystyle {\frac {\partial \rho }{\partial t}}=-\nabla \cdot \mathbf {j} ,}
gdzie:
{\displaystyle \mathbf {j} } – prąd prawdopodobieństwa.
Pole prędkości układu oblicza się jako iloraz prądu i gęstości prawdopodobieństwa
{\displaystyle \mathbf {v} (\mathbf {x} )={\frac {\mathbf {j} }{|\psi |^{2}}}(\mathbf {x} ).}
Całkując powyższe równanie oblicza się krzywe, wzdłuż których poruszają się cząstki.
Metoda ta jest dość ogólna, może być punktem startowym dla wielu alternatywnych teorii, np. dla cząstek ze spinem.

### Z rozkładu funkcji falowej na część fazową i moduł
Jeżeli cząstki nie posiadają spinu, to można przekształcić równanie falowe do postaci dwóch równań: równania ciągłości, jak powyżej, oraz równanie Hamiltona-Jacobiego. Jest to metoda użyta przez Bohma w 1952. Dekompozycja funkcji falowej jest następująca:
{\displaystyle \psi (\mathbf {x} ,t)=R(\mathbf {x} ,t)e^{iS(\mathbf {x} ,t)/\hbar },}
przy czym {\displaystyle R^{2}(\mathbf {x} ,t)} jest proporcjonalne do {\displaystyle \rho (\mathbf {x} ,t)=|\psi (\mathbf {x} ,t)|^{2}.}
Równanie ciągłości po dekompozycji przyjmie postać
{\displaystyle {\frac {\partial \rho (\mathbf {x} ,t)}{\partial t}}=\nabla \cdot \left[\rho (\mathbf {x} ,t){\frac {\nabla S(\mathbf {x} ,t)}{m}}\right].}

### Z równania Hamiltona-Jacobiego
{\displaystyle {\frac {\partial S(\mathbf {x} ,t)}{\partial t}}=-\left[V+{\frac {1}{2m}}(\nabla S(\mathbf {x} ,t))^{2}-{\frac {\hbar ^{2}}{2m}}{\frac {\nabla ^{2}R(\mathbf {x} ,t)}{R(\mathbf {x} ,t)}}\right]}
potencjałem
{\displaystyle V_{B}=V-{\frac {\hbar ^{2}}{2m}}{\frac {\nabla ^{2}R}{R}}.}
Potencjał {\displaystyle V} jest potencjałem klasycznym (występuje w równaniu Schrödingera), a drugi człon, zawierający {\displaystyle R,} jest potencjałem kwantowym (terminologia wprowadzona przez Bohma). Pole prędkości wyraża wzór
{\displaystyle v={\frac {\nabla S}{m}}.}

Podejście to prowadzi do patrzenia na teorię kwantową Bohma jako na teorię cząstek, poruszających się pod wpływem sił klasycznych, modyfikowanych przez siły kwantowe. W przeciwieństwie do standardowej mechaniki Newtona początkowe pole prędkości jest jednak od razu wyznaczone przez {\displaystyle {\frac {\nabla S}{m}},} co oznacza, że jest to teoria pierwszego, nie drugiego, rzędu.